# Ezio Corlaita
Ezio Corlaita (* 25. Oktober 1889 in Bologna; † 20. September 1967 ebenda) war ein italienischer Radrennfahrer.
Ezio Corlaita war von 1909 bis 1922 Berufssportler. Der größte Erfolg seiner Laufbahn war der Sieg bei Mailand–Sanremo im Jahre 1915 nach einer Disqualifikation von Costante Girardengo, der eine falsche Strecke gefahren war. 1913 war er schon Dritter geworden, und 1918 wurde er Vierter bei diesem Rennen. Fünfmal startete er beim Giro d’Italia, dreimal – 1910 (4.), 1911 (5.) und 1919 (7.) – platzierte er sich unter den ersten Zehn. 1913 gewann er Milano–Modena und 1914 den Giro dell’Emilia.